# Guarene
Guarene là một đô thị tại tỉnh Cuneo trong vùng Piedmont của Italia, located in the area of Roero about 45 km về phía đông nam của Torino và khoảng 50 km về phía đông bắc của Cuneo. Tại thời điểm ngày 31 tháng 12 năm 2004, đô thị này có dân số 3.191 người và diện tích 13,4 km².
Guarene giáp các đô thị: Alba, Barbaresco, Castagnito, Corneliano d'Alba, Piobesi d'Alba và Vezza d'Alba.